# Trāl
Trāl är en ort i Indien.   Den ligger i unionsterritoriet Jammu och Kashmir, i den norra delen av landet, 600 km norr om huvudstaden New Delhi. Trāl ligger 1 713 meter över havet och antalet invånare är 13 255.
Terrängen runt Trāl är varierad. Runt Trāl är det tätbefolkat, med 369 invånare per kvadratkilometer. Närmaste större samhälle är Bijbiāra, 14,8 km söder om Trāl. Trakten runt Trāl består till största delen av jordbruksmark.